# ГАЗ-М1
ГАЗ-М1 (також «Емка») — друге покоління легкових автомобілів ГАЗ. У березні 1936 року вона змінила перший газівський легковик ГАЗ-А.

Як і в випадку з ГАЗ-А,  прототипом для випуску в СРСР був обраний американський автомобіль Ford Model B 40A Fordor Sedan моделі 1934 року, з чотирьохциліндровим двигуном. Документація по автомобілю була передана ГАЗу американською стороною за умовами договору; підготувати нову модель до виробництва і створити частину виробничої оснастки радянській стороні самостійно. 

Конструкторський відділ ГАЗу очолюваний А. А. Липгартом вніс деякі зміни у фордівський прототип — враховуючи накопичений досвід експлуатації ГАЗ-А в умовах СРСР. Чотирициліндровий двигун був модернізований і форсований з 40 до 50 к.с. Була посилена рама автомобіля,замість двох поперечних, встановили чотири поздовжні ресори. . Фордовські колеса на спицях були замінені штампованимі дисковими і діаметр їх був збільшений. Машина стала набагато міцніше. Зазнав зміни і зовнішній вигляд автомобіля — в порівнянні з фордівським прототипом, був більш витягнутим.
Використовувався державними установами СРСР. За свою службу в НКВС отримав прізвисько "Чорний воронок".[джерело?]

## Огляд модифікацій
На базі ГАЗ-М-1 були створені: пікап ГАЗ-415, таксі, шестициліндрові модифікації ГАЗ-11-73 (седан) і ГАЗ-11-40 фаетон.
Основні модифікації
- ГАЗ-М-1 таксі (1937–1941) — відрізнявся наявністю таксометра та елементами забарвлення кузова.
- ГАЗ-М-415 (1939–1941) — пікап вантажопідйомністю 500 кг. Вироблено понад 8 тис. пікапів.
- ГАЗ-11-73 (1940–1941, 1945–1948) — модернізований седан з 6-циліндровим двигуном ГАЗ-11 і зміненим облицюванням радіатора і капотом.
- ГАЗ-61 −73(1941–1945) — перший у світі седан 4х4, в 1942–1945 проводився епізодично дрібними партіями. Вироблено близько 200 автомобілів.

- БА-20 — легкий бронеавтомобіль.

Усього з 1936 по 1942 роки вироблено 62 888 автомобілів ГАЗ-М-1.
Малосерійні і дослідні модифікації
- ГАЗ-М-1 фаетон (1937) — дослідна модель з кузовом фаетон, кузов був використаний в 1939 для дослідного ГАЗ-61.
- ГАЗ-М-1-V8 (1938–1940, наведене позначення умовно) — мала серія седанів М-1 для потреб НКВС була оснащена імпортними моторами Ford V8 (65 к.с.), в 1941 році велика частина цих двигунів була знята з «емок-наздоганялівок» для встановлення на танки Т-60.
- ГАЗ-11-40 (1940) /ГАЗ-61-40 (1941) — шестициліндровий фаетон, в серію не пішов. Хоча кузовні штампи і були виготовлені, збудовано не більш 6 прим. У 1941 році всі випущені фаетони були перероблені на шасі ГАЗ-61, тобто перетворені в ГАЗ-61-40 і використовувалися вищим командним складом Червоної армії, у 1942 році відкриті кузова замінені на закриті типу «М-1» і «73».
- ГАЗ-М-21 (1936) — дослідний тривісний (6х4) пікап на базі ГАЗ-М1, кабіна від ГАЗ-АА. У 1937 було виготовлено 100 комплектів, але в серію машина не пішла.
- ГАЗ-М-25 (1938) — тривісний штабний автомобіль з 5-місцевим кузовом типу Рамбла-сит, в серію не пішов.
- ГАЗ-11-415 (1940) — шестициліндровий пікап, в серію не пішов.
- ГАЗ-61-415 (1940) — пікап 4х4, в серію не пішов, побудовано 2 екземпляри.
- ГАЗ-61-417 (1941) — легкий артилерійський тягач 4х4, в другій половині 1941 побудовано 36 автомобілів, укомплектованих 57-мм протитанковими гарматами з причіпними передками.
- ГАЗ (НАТІ)-ВМ (1937–1938) — дослідний напівгусеничні-колісний всюдихід на базі ГАЗ-М-1 з кузовами типу седан і пікап.
- ГАЗ ГЛ1 (1938) — гоночний автомобіль, побудований на базі ГАЗ-М1 під керівництвом Є. В. Агітова. Автомобіль зміг розвинути на дистанції 1 км з ходу швидкість 147,84 км/год. Пізніше, в 1940 році, на машину був встановлений форсований силовий агрегат ГАЗ-11, потужністю 100 к.с. Модернізована версія встановила всесоюзний рекорд швидкості — 161,78 км/год.

## Галерея

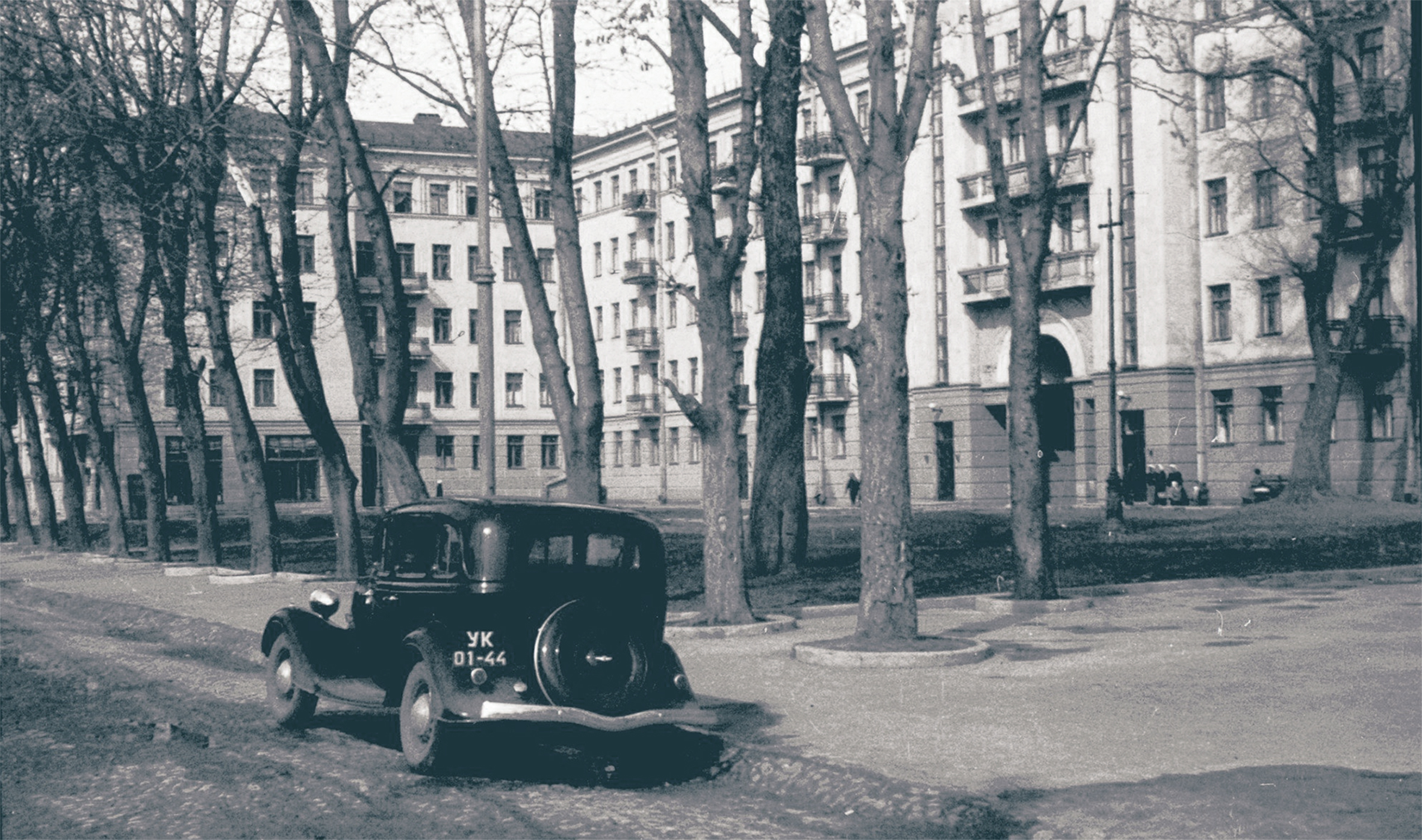
«Емка» співробітників НКВС з київським номером «УК»
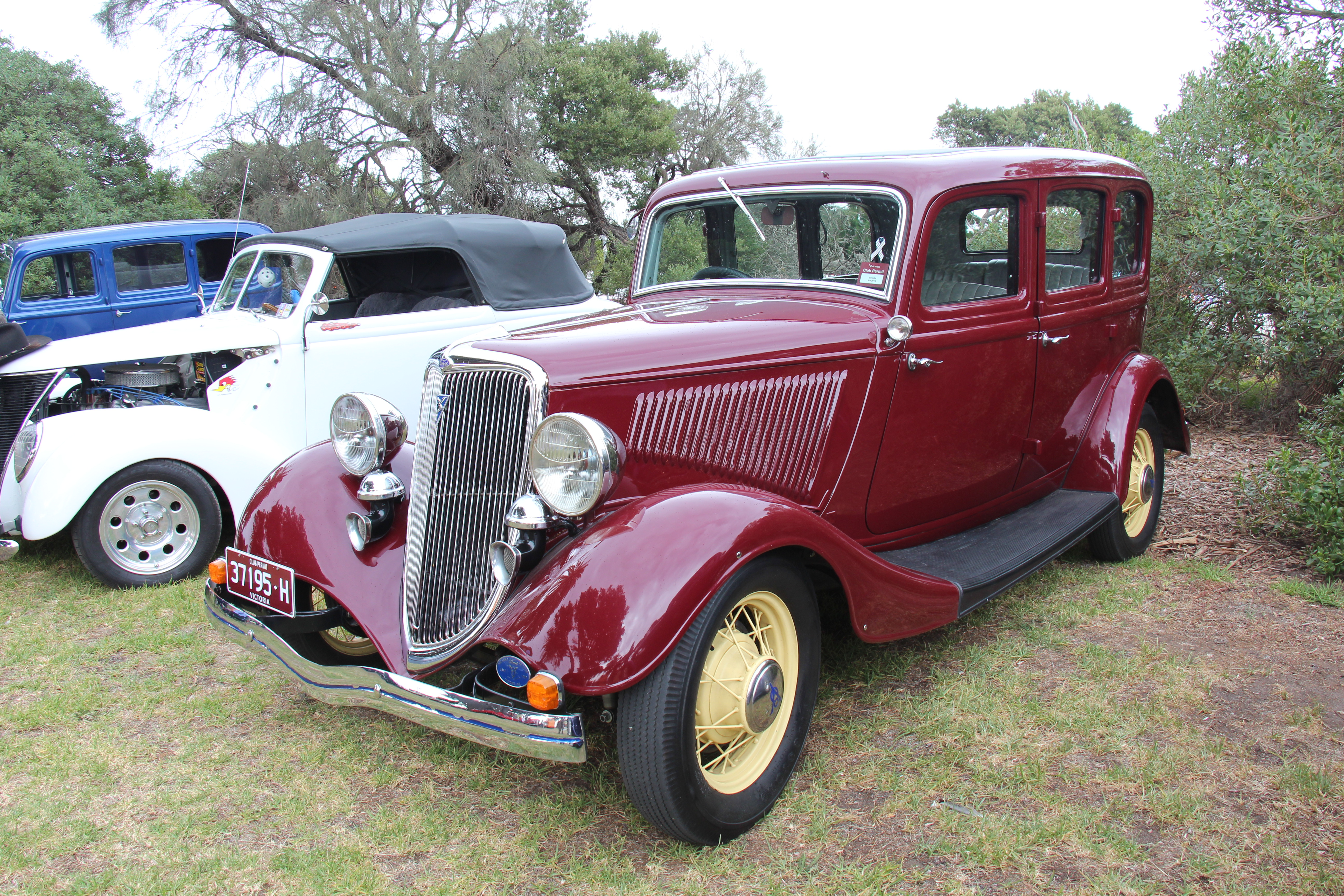
Прототип «Емки» Ford Model 40A Fordor Sedan 1934
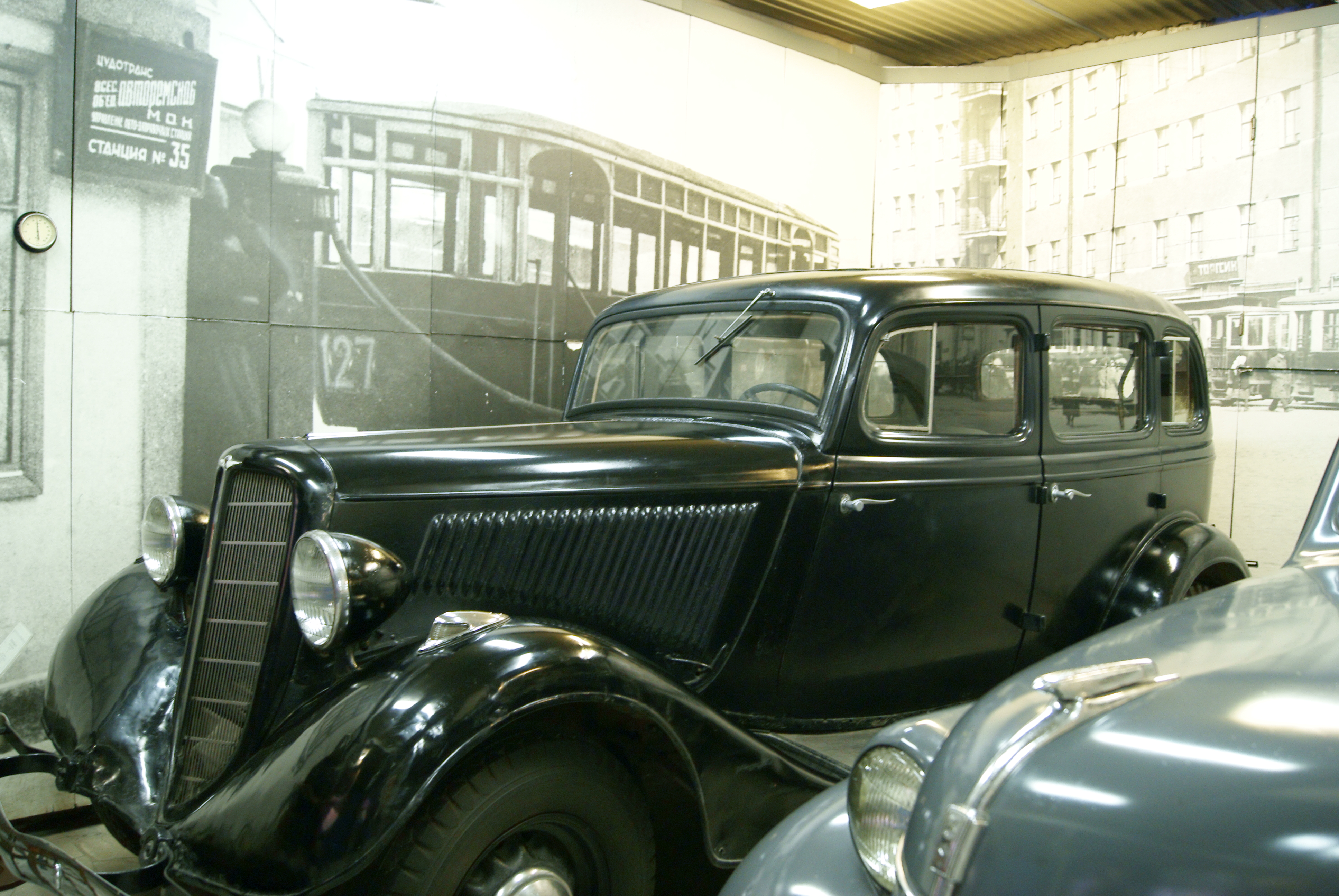
Автомобіль ГАЗ М1 (1936–1948)